# Fuerte Tiracol
Fuerte Tiracol es un fuerte de la era portuguesa cerca del pueblo de Tiracol, en el distrito de Goa del Norte de Goa, India. En la desembocadura del río Terekhol, se puede llegar al fuerte en ferry desde Querim, 42 km (26,1 mi) norte de Panaji.

## Historia
Se cree que el fuerte fue originalmente construido toscamente por Khem Sawant Bhonsle, el rajá de Sawantwadi, en el siglo XVII. El sitio elegido fue un montículo en la orilla norte (derecha) del río, que ofrecía una vista imponente del mar Arábigo. Los Bhonsles de Sawantwadi mantuvieron una flota considerable de embarcaciones de la armada que se refugiaron en el río Tiracol. El fuerte constaba inicialmente de 12 cañones, un cuartel y una capilla.
En 1746, los portugueses bajo el 44.º Virrey de Goa, Pedro Miguel de Almeida, hicieron la guerra contra el rajá de Sawantwadi, como represalia por las constantes incursiones fronterizas. El 16 de noviembre de 1746, de Almeida llevó la flota portuguesa hasta el río, libró un feroz enfrentamiento marítimo contra las fuerzas navales del Raja de Sawantwadi en el que los portugueses derrotaron por completo a las fuerzas de Sawantwadi. Siguieron varias escaramuzas en tierra y el fuerteTiracol finalmente se rindió el 23 de noviembre de 1746 a los portugueses.
El fuerte se convirtió en una parte importante de las defensas marítimas portuguesas; siendo ampliamente renovado en 1764. Permaneció bajo control portugués hasta diciembre de 1961, cuando India anexó por la fuerza la última de las posiciones territoriales portuguesas en el subcontinente.
El 17 de febrero de 1819, tras la derrota de los Marathas, el rajá Bhonsle Khem Sawunt de Sawantwadi firmó un tratado que reconocía la soberanía británica. Este tratado abolió efectivamente la importancia estratégica del fuerte, ya que se convirtió en un enclave en territorio controlado por los aliados británicos.
Durante la guerra civil portuguesa, el fuerte sirvió como un bastión rebelde durante un levantamiento en 1825 contra los portugueses dirigido por Bernardo Peres da Silva, el primer virrey de Goa nacido en Goa. Sufrió grandes daños, pero más tarde se reconstruyó el fuerte y la capilla. Un comandante despiadado, de apellido da Cunha y conocido como "el mata tigres", entró en el fuerte y ordenó la decapitación de toda la guarnición y la colocación de las cabezas en estacas.
El fuerte Tiracol fue un lugar simbólico donde los luchadores por la libertad de Goa se manifestaban de vez en cuando. El 15 de agosto de 1954, los satyagrahis que protestaban contra el dominio portugués entraron en Goa desde tres direcciones diferentes, una de las cuales era desde el norte hasta el fuerteTiracol, que estuvo ocupado y enarboló la bandera india durante un día antes de ser capturados y encarcelados.
En la actualidad, el fuerte Tiracol se ha convertido en un hotel, llamado Fort Tiracol Heritage .

## Iglesia de San Antonio
Una Capilla para la Santísima Trinidad fue construida en el patio del fuerte por de Almeida después de su captura. Esto más tarde se convirtió en la iglesia centenaria de San Antonio. La iglesia no está abierta al público en general excepto en ciertas ocasiones, como la fiesta anual que suele celebrarse en mayo.